# Foulba
Foulba est une localité située dans le département de Pibaoré de la province du Sanmatenga dans la région Centre-Nord au Burkina Faso.

## Géographie
Constitué de centres d'habitation dispersés, Foulba se situe à 4 km au sud-ouest de Ouédeguin et à environ 20 km au sud de Niangré-Tansoba et de Pibaoré, le chef-lieu du département. Le village se trouve à 5 km au sud de la route régionale 2 reliant Boulsa à Korsimoro.

## Éducation et santé
Le centre de soins le plus proche de Foulba est le centre de santé et de promotion sociale (CSPS) de Ouédeguin tandis que le centre hospitalier régional (CHR) se trouve à Kaya.
Le village possède une école primaire publique.